# Jan Foudraine
Jan Foudraine (Amsterdam, 25 februari 1929 – 27 februari 2016) was een Nederlandse psychiater, psychotherapeut en publicist, die ook bekend was onder de naam Swami Deva Amrito.

## Biografie
Foudraine verwierf bekendheid bij het grote publiek met het boek Wie is van hout uit 1971, waarin hij pleit voor een herwaardering van het begrip schizofrenie. Na het succes van Wie is van hout, waarvan in Nederland en Vlaanderen meer dan 200.000 exemplaren worden verkocht, verblijft hij lange tijd bij Bhagwan Sri Rajneesh in Poona, India, van wie hij de naam Amrito ontvangt. Zijn verblijf aldaar kan enerzijds worden gezien als een reactie op de ruime publieke belangstelling die in de jaren zeventig in Nederland ontstaat voor zijn werk en persoon. Anderzijds lijkt zijn vertrek het begin te zijn van een heroriëntatie op de psychiatrie en psychotherapie, die hij sindsdien niet langer vanuit medisch-ziektekundige maar veeleer vanuit mystiek-filosofische invalshoek benadert terwijl hij zich richt op de bewustzijnspsychologie. Deze verandering van zienswijze culmineert met name in het boek Metanoia uit 2004, waarin hij pleit voor een opheffing van het dualisme dat het Westerse denken domineert.
Foudraine overleed in 2016 op 87-jarige leeftijd.

### Wie is van hout
In Wie is van hout betoogt Foudraine dat de psychiatrie die hij in zijn opleiding heeft leren kennen de schizofrene mens ten onrechte alleen als patiënt beschouwt, iemand met een ziekte van de psyche die moet worden behandeld in een ziekenhuis of verpleeghuis, verzorgd door inwisselbaar verplegend personeel en object van onderzoek voor de behandelend arts. Behandelingen zijn fysieke ingrepen in het lichaam, zoals het toedienen van medicijnen, elektroshocks of zelfs lobotomie.
Hij verwerpt de kwalitatieve scheiding die daarmee wordt gemaakt tussen deze "zieken" en "gezonde" mensen: volgens hem zijn schizofrenen alleen kwantitatief anders, namelijk mensen met problemen zoals iedereen, zij het dat de lijdensdruk zich nadrukkelijker toont. Hij maakt hierbij gebruik van een citaat van de Amerikaanse psychiater Harry Stack Sullivan, die zegt: "[...] we are all much more simply human than otherwise, be we happy and successful, contented and detached, miserable and mentally disordered or whatever." Andere psychiaters die hij regelmatig aanhaalt, zijn Frieda Fromm-Reichmann en Thomas Szasz.
Foudraine stelt dat deze ziens- en behandelwijze (kwalitatieve scheiding) contraproductief is. Personeel en patiënt worden niet geacht om normale menselijke relaties op te bouwen: dat wordt als onprofessioneel beschouwd. De persoon in kwestie wordt als onmondig en wilsonbekwaam ding behandeld ("van hout") en gaat zich daar naar gedragen. Foudraine betoogt dat de problemen van veel schizofrenen juist voortkomen uit het feit dat ze in hun jeugd geen normale menselijke relaties hebben kunnen opbouwen, en dat ze, om beter te worden, dat moeten leren.
Hij beschrijft een experiment in een psychiatrische instelling waarin hij de opgenomenen zelf verantwoordelijkheden geeft en elkaar laat helpen, zichzelf en het personeel de ziekenhuiskleding uittrekt, zelf als mens tot mens met de opgenomenen omgaat en van zijn personeel eist dit ook te doen. Na een cultuurschok krijgen personeel en patiënten meer verantwoordelijkheidsgevoel en meer hart voor de zaak, en hij meldt spectaculaire verbeteringen. Hij noemt zijn afdeling demonstratief: geen instelling voor zieken, maar een school om te leren leven.

### Metanoia
De kennis en ervaring die Foudraine vanaf zijn vertrek naar India opdoet over boeddhistische en hindoeïstische mystiek, culmineren met name in het boek Metanoia (klassiek Grieks, lett.: verandering van gedachte, en daarvandaan ook: berouw, verkrijgen van beter inzicht, inkeer, wedergeboorte) uit 2004.
Het (psychisch) lijden van mensen, zo wordt in dit boek uiteengezet, ontstaat door een idee van afgescheidenheid en kan worden opgeheven door het loslaten van het ego-begrip (Freuds Ich) en het ontdekken van non-dualisme of advaita (lett.: niet-tweeheid, een begrip uit de hindoeïstische filosofie). Non-dualiteit impliceert dat het onderscheid Ik vs. de Ander/het Andere slechts kunstmatig in stand wordt gehouden, maar in feite niet bestaat. Wanneer dit wordt ontdekt, is al wat overblijft, niets, of een gevoel van verlies ("a sense of bereavement"). Dit sterven van het ego binnen het psychosomatisch organisme is een ingrijpende gebeurtenis (het is tegelijkertijd "to be and not to be"). Het kan gepaard gaan met angst, aangezien de persoonlijkheid van jongs af aan is geconditioneerd, en het individu zich hiermee sterk identificeert. De fictie van de afgescheiden persoon (van persona, lett: masker) te ontdekken is als het ontwaken uit een droom. De ontwaakte persoon is als een druppel teruggevloeid in de oceaan van gewaarzijn ("awareness"), wat tegelijk een herinnering is van wat al was, namelijk een-zijn. Technieken die mensen bij de overgang naar dit al-een-zijn kunnen (maar niet hoeven) ondersteunen, zijn respectievelijk psychotherapie en/of meditatie. Foudraine verwijst in dit boek regelmatig naar de mystici Jiddu Krishnamurti en Tony Parsons (onder anderen). Eerder schreef hij in De man die uit zijn hersenen zakte: vingerwijzingen van een mysticus ook al zeer openhartig over zijn reizen naar Pune, ten zuidoosten van Mumbai, te India en zijn ontmoetingen met zijn leermeester  Bhagwan Shree Rajneesh aldaar, die hem de naam Swami Deva Amrito gaf. Ook wijdde hij hierin uit over de buitensporige kritiek die hem toeviel toen hij zichzelf kenbaar maakte als Bhagwan's sanyassin. Tevens was Foudraine een fervent bezoeker van de satsangs van Advaita-leraar Alexander Smit in Baarn, die hij in zijn boek bewierookt omdat deze het non-dualisme 'als geen ander' en 'heel precies' wist uit te leggen. 
In media-optredens toonde hij zich een eigenzinnige persoonlijkheid, die niet bang was om buiten de gebaande paden te treden en zijn inzichten met de wereld te delen, zelfs als dat betekende dat ze tegen de heersende opvattingen ingingen.
Veelbekeken waren de gesprekken die hij had met Willem Oltmans voor Kleurnet televisie.